# Молинелла
Молинелла (итал. Molinella) —  город в Италии, располагается в регионе Эмилия-Романья, подчиняется административному центру Болонья.
Население составляет 14 700 человек (на 2004 г.), плотность населения составляет 108 чел./км². Занимает площадь 127 км². Почтовый индекс — 40062. Телефонный код — 051.
Покровителем коммуны почитается святой апостол Матфей, празднование 21 сентября.